# Taula de mescles
|  | Per a altres significats, vegeu «Mesclador de vídeo». |

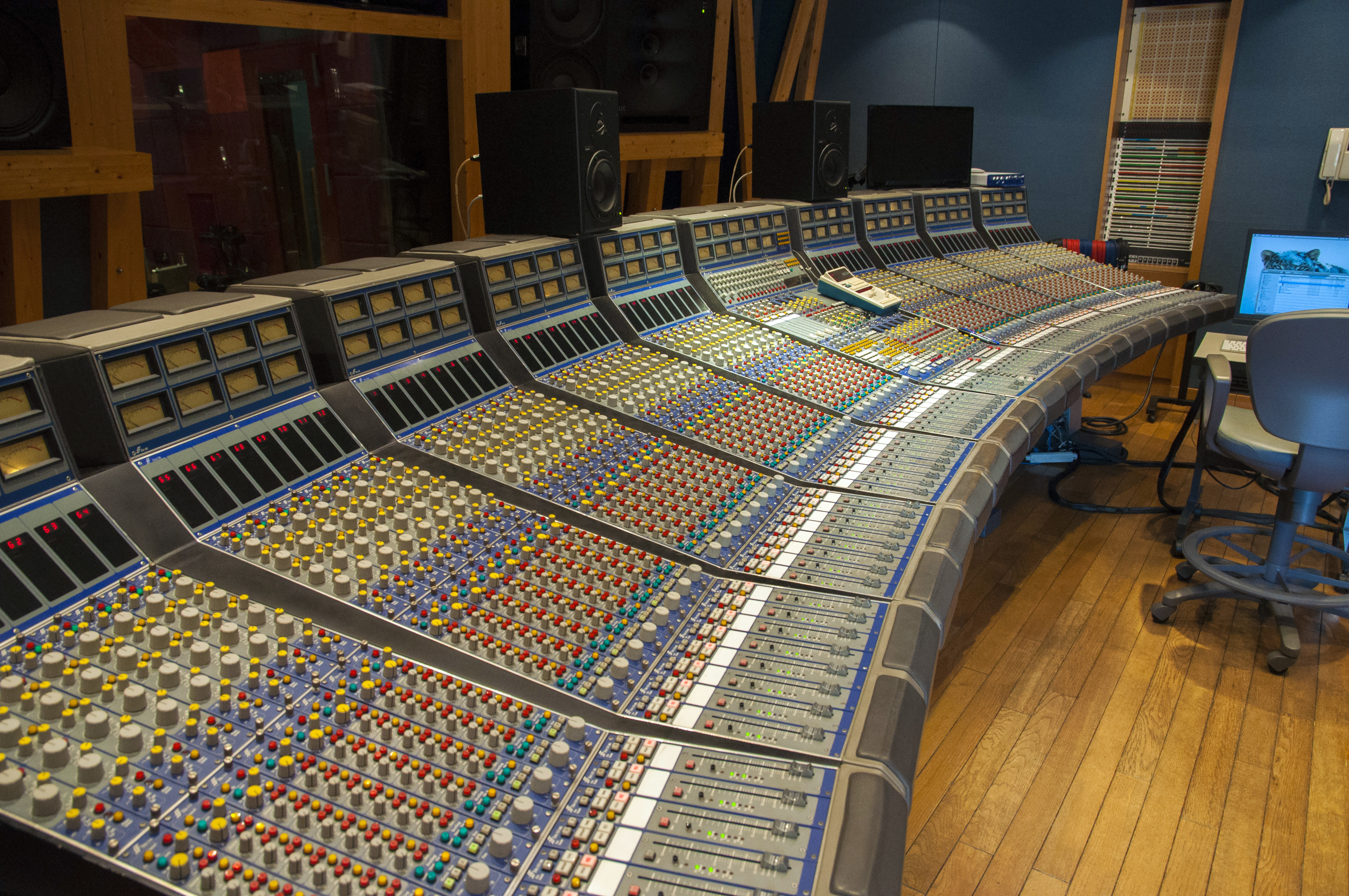
Taula de mescles d'àudio Focusrite Console 72in 48out amb GML Fader Automation.

En àudio professional, una taula de mescles, o mesclador d'àudio, és un aparell electrònic per a combinar (també anomenat "mesclar"), encaminar, i canviar el nivell, timbre i/o dinàmiques de senyals d'àudio. Per tant, la taula de mescles constitueix el centre neuràlgic de tot sistema de so, ja que tots els seus dispositius van cap a ella: micròfons, samplers, sintetitzadors, reproductors de cintes, etc. Aquestes ones analògiques entrants són processades de manera específica per donar com a resultat una mescla sonora de sortida: mono, estèreo o multicanal.
Un mesclador permet mesclar senyals analògics o digitals, depenent del tipus de mesclador. Els senyals modificats (voltatges o mostres digitals) són afegits per produir els senyals combinats de sortida. Així mateix, els mescladors d'àudio s'empren en moltes aplicacions, inclosos estudis de gravació, radiodifusió, televisió, post producció de cinema i similars. Un exemple d'una aplicació simple seria permetre que els senyals que han estat originats en dos micròfons separats (ambdós sent emprats per vocalistes cantant un mateix duet, per exemple) sonin a través d'un joc d'altaveus simultàniament. Quan és emprat per a actuacions en directe, el senyal produït pel mesclador serà normalment enviat directament a un amplificador, a menys que aquest ja tingui amplificador, o estigui connectat a altaveus actius. Actualment, són una eina primordial pels DJ i altres tipus de musics.

## Taula de mescles analògica
Les taules de mescles analògiques tracten el senyal d'àudio de forma elèctrica, és a dir, de forma analògica, i tenen la particularitat que actuen directament sobre els senyals que entren o surten de la taula. Per tant, els diferents àudios passen físicament pels controls de la taula i aquests són tractats directament pel tècnic de so.
Tot i que actualment la majoria d'aparells de so disposen de sortides digitals, per facilitar-ne el tractament, són moltes les aplicacions que no necessiten tenir una sortida digital però si multitud de sortides i entrades analògiques.

### Estructura
Una taula de mescles la conformen diferents parts: els canals d'entrada, els busos de tractament, els controls de sortida i el monitoratge.

#### Canals d'entrada bàsics
Aquests són els canals que permeten l'entrada de senyals i que, generalment, acostumen a dividir-se en dues entrades diferents que no permeten l'ús simultani: per a micròfon i para nivell en línia. Aquest senyal entrant fa un recorregut on primerament passa pel GAIN o TRIM, que és un potenciòmetre on s'ajusta el guany (amplificació) d'entrada. Seguidament s'acostuma a aplicar un filtre passaalt amb una freqüència de tall de 60Hz, aproximadament, per tal d'eliminar els possibles sorolls procedents de la tensió de la xarxa elèctrica. Així mateix, el senyal passa per l'equalitzador paramètric de cada canal, en el que es poden diferenciar tres bandes: greus, mitjos i aguts. Alguns mescladors tenen un control general d'equalització (ja sigui gràfic o paramètric) a la sortida. Seguit a l'equalitzador es troben els busos auxiliars, els faders, el control de balanç (o panorama), que determina la proporció dels senyals entrants d'esquerra i dreta, etc.
Cada entrada té assignat un canal, i aquest compta amb tots els controls necessaris esmentats anteriorment, és aquesta la raó per què les taules de mescles tenen una gran quantitat de botons i controls.
Quan per les entrades de línia es connecten dispositius que necessiten una alimentació, com és el cas en els micròfons de condensador, la taula ha de disposar d'uns circuits (o phantom) que ens proporcionin aquesta connexió.

#### Busos
Les sortides de tots els canals d'entrada van als diferents busos. Aquests busos, després de ser controlats pels controls de sortida, conformaran les sortides de senyal de la taula de mescles.
El bus principal és el conegut com “programa” o “master”, normalment l'únic que suporta dos canals (produccions estereofòniques). Un altre tipus de busos que s'assignen a controls intermedis, els anomenats "grups", tenen la finalitat d'agrupar diferents canals d'entrada en un control comú on també poden ser novament enviats als "masters" o sortides principals de la taula.
A part d'aquests dos tipus de busos existeix un tercer tipus: són els anomenats "auxiliars" i serveixen per realitzar les mescles necessàries per a la producció o contribució. Així mateix, ofereixen la possibilitat de fer una còpia d'un o de diversos canals i reunir-les en una sortida auxiliar com si fos una altra sortida. Aquest control també es pot utilitzar per a monitorar. Normalment, els senyals que es reenvien a aquests busos poden ser seleccionades d'abans del fader (prefader) o després del mateix (postfader). Segons la grandària i prestacions de la taula variarà el nombre i les prestacions dels busos auxiliars.

#### Controls de sortida
En els controls de sortida es poden distingir entre els "grups" i els "master". Els grups i màster tenen aparença molt similar a la dels canals d'entrada, però en aquest cas el senyal el rep dels busos, encara que també poden tenir alguna entrada exterior, la matriu i punts d'inserció. Aquests controls permeten controlar diversos senyals d'entrada alhora, mentre que la matriu pot fer una mescla variant la relació sonora d'aquests grups, d'una forma independent a la mescla general, i enviar-la a les altres sortides.

#### Monitoritzadors i mesuradors
Per poder operar correctament és necessari escoltar i visualitzar de forma precisa els diferents senyals i formes amb els que s'està treballant. Per fer-ho, hi ha un sistema que permet monitorar cadascun dels senyals en els diferents punts de la taula per escoltar-les i també per controlar-les visualment. Això és possible mitjançant un sistema de mesuradors en el que es pot veure els diferents nivells i fases dels senyals que es desitgen controlar.
D'altra banda, hi ha una sèrie d'elements auxiliars que serveixen d'ajuda a la producció i l'ajust sonor. Les taules de mescles d'àudio solen incorporar generadors de senyal patró. Depenent de les prestacions de la taula aquest generador és més o menys potent podent arribar a generar qualsevol freqüència a qualsevol nivell i, fins i tot, patrons de soroll, com el soroll rosa o el soroll blanc.
També s'acostuma a utilitzar un sistema d'intercomunicació, que pot inserir-se en qualsevol de les sortides (encara que en taules simples sol estar designat a un auxiliar concret) i que permet la intercomunicació del tècnic de so amb les diferents fonts de senyals (platós, escenaris...) o amb el personal de la producció.
En tot moment les actuacions i manipulacions del senyal d'àudio es realitzen directament sobre ella passant aquesta a través de tots els elements que componen el sistema.

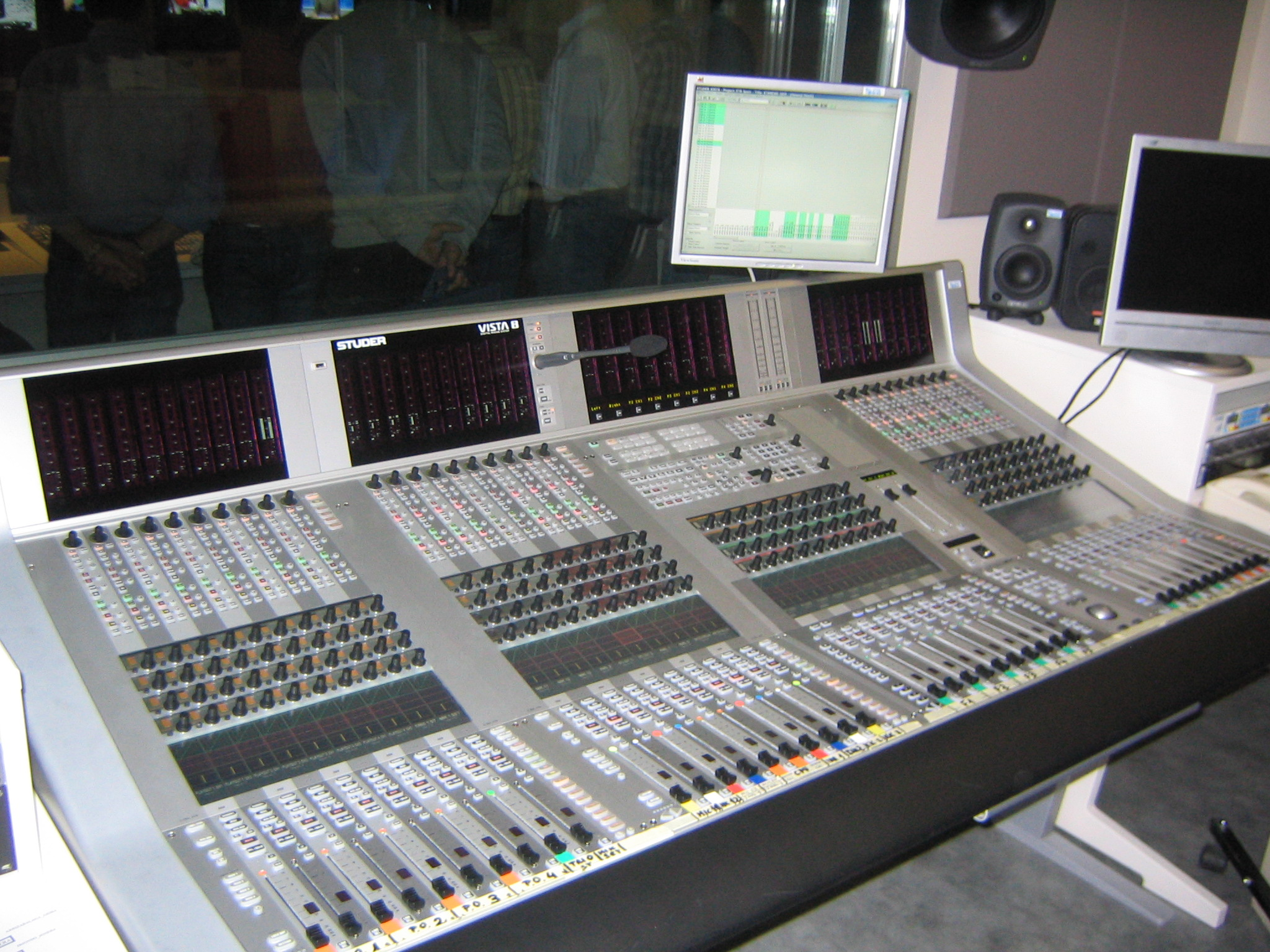
Consola de la taula de mescles d'àudio digital marca Studer, model Vista 8.

## Taula de mescles digital
En l'última dècada del segle XX es va començar a desenvolupar l'àudio digital. Amb l'augment de la capacitat de processament i la generalització de les instal·lacions d'aquesta tecnologia, es va començar a desenvolupar les taules de mescles digitals.
En les taules de mescles digitals les entrades i sortides poden ser tant analògiques com digitals, però el tractament intern dels senyals es fa a través de domini digital, és a dir, que la taula digital transforma el senyal analògic d'entrada en codi binari. Així mateix, aquestes taules permeten memoritzar i guardar la informació, sobretot els ajustos fets en els controls de cada canal, automatitzant molts dels processos que es poden realitzar amb elles.
Per tant, encara que moltes de les funcions i canals de la taula de mescles digitals siguin pràcticament iguals que els de l'analògica, la digital permet ampliar la quantitat de funcions de so, a la mateixa vegada que facilita el treball a l'usuari.

## Taula de mescles virtual

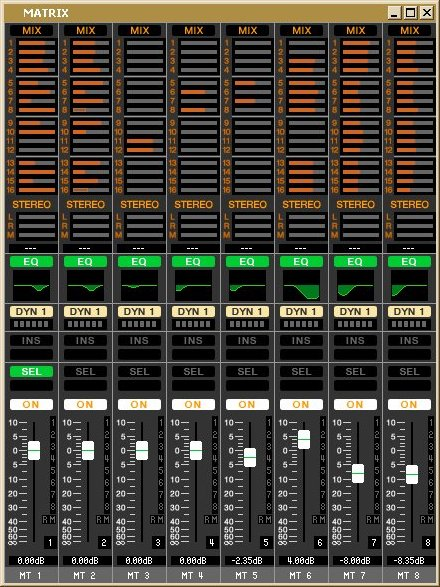
Imatge de la matriu o matrix d'un programari lliure per controlar la taula de mescles d'àudio de Yamaha M7CL. El programari o software és el Yamaha's Studio Manager.

La taula de mescles virtual, o consola virtual o totalment digital, no és una taula de mescles en la seva complexitat, sinó que és un sistema integrat en ordinador amb programes especialitzats per gravar àudio estereofònic o multipista directament al disc dur, és a dir, que els senyals no passen en cap moment pels elements de control i no requereixen una estructura fixa prèvia.
En la taula virtual, la font sonora s'alimenta directament d'un ordinador. A través del monitor de l'ordinador es troben els controls de la consola (faders, equalització, distribució panoràmica...), que es poden controlar amb el ratolí i el teclat.
Com no existeixen físicament ni canals d'entrada, ni busos, ni controls de sortida s'ha de definir una taula de mescles virtual similar al que seria la configuració d'una analògica. Mitjançant una aplicació informàtica es defineix la taula virtual que es vol tenir. En aquesta configuració cal definir el nombre de canals d'entrada i el seu tipus, el nombre de busos, el nombre de canals de grup que hi haurà en el master, etc. També es defineix els processos de control que es poden aplicar a l'àudio, compressors, limitadors, portes de soroll, filtres, equalitzadors...
El nombre de canals d'una consola virtual pot variar depenent de la capacitat del disc dur. Així mateix, com els canals d'entrada no depenen d'un nombre de controls físics existents, es poden fer configuracions en capes que permeten anar assignant entrades a diferents canals i canals a diferents controls en temps real. Això dona un grau de flexibilitat gairebé infinit.
Igual que en les taules digitals, en estar tot això basat en programació, és a dir en software, es pot guardar i recuperar en qualsevol moment tot el tractament i tenir diferents versions per a diferents programes o per a diferents tècnics, adaptant-se el sistema a cada circumstància.
Un altre gran avantatge és la possibilitat de treballar dinàmicament entre diverses taules en què es pot transferir la informació entre elles o entre sistemes de control de postproducció i producció.

## Altres funcions
Moltes taules de mescles, tot i que no totes, també poden albergar diferents funcions:
- Incorporar efectes sonors externs
- Utilitzar el senyal mono i traduir-la en estèreo gràcies als controls panoràmics i de balanç
- Proporcionar energia phantom per alguns micròfons
- Modificacions de to a través de l'oscil·lador.
- Afegir efectes interns.
- Llegir i escriure l'automatització de la consola.
- Interconnexió amb els ordinadors o altres equips de gravació (per controlar el mesclador amb presets d'ordinador, per exemple).
- Controlar o ser controlat per una estació de treball d'àudio digital a través de MIDI o altres comandaments.
- Ser carregat per bateries.

## Fabricants de taules de mescles
- Alesis
- Allen & Heath
- Audient
- Audix Broadcast Ltd
- Automated Processes, Inc.
- AMS Neve
- Avid
- Behringer
- Cadac Electronics
- Calrec
- Carvin A&I
- Crest Audio
- D&R
- DiGiCo
- Digidesign
- Deubner Hoffmann Digital (DHD)
- Electro-Voice
- Euphonix
- Fairlight
- Focusrite
- Daniel Flickinger
- Harris Corporation
- Harrison Audio Consoles
- Klotz Digital
- Lawo
- Logitek
- Mackie
- MCI
- Midas Consoles
- Peavey Electronics
- Phonic Corporation
- Pioneer Corporation
- Presonus
- Rane Corporation
- Roland Corporation
- Roland Systems Group
- Samick
- Samson Technologies
- Shure
- Solid State Logic (SSL)
- Soundcraft
- Speck Electronics
- Studer
- Studiomaster
- Tapco
- Tascam
- Ward-Beck Systems
- Yamaha Pro Audio
- Yorkville